# 日曜日は終わらない
『日曜日は終わらない』（にちようびはおわらない）は、1999年10月21日にハイビジョン試験放送で放送されたテレビドラマ。NHK大阪放送局製作。
高い評価を受けながらもNHKでの再放送はされていなかったが、2005年6月26日に急逝した林由美香への追悼として2005年10月22日に劇場公開されている。

## キャスト
- 水橋研二
- 林由美香
- 渡辺哲
- りりィ
- 塚本晋也
- 絵沢萠子
- 山口美也子
- 伊藤歩
- 大杉漣
- 小倉一郎
- 沢木麻美
- サニー・フランシス
- 岩松了
- 井口昇
- 山本竜二
- 光石研
- 吉行由実
- Mr.オクレ
- ギリヤーク尼ヶ崎

## スタッフ
- 監督 - 高橋陽一郎
- 脚本 - 岩松了
- 音楽 - りりィ＆Yoz
- チェロ演奏 - 藤沢俊樹
- 制作 - 峰島総生

## その他
- 第36回 シカゴ国際映画祭国際批評家連盟賞
- 第53回 カンヌ国際映画祭「ある視点」部門正式招待作品
- 第6回 釜山国際映画祭正式出品作品
- 第2回 全州国際映画祭正式出品作品
- 第3回 NHK アジア・フィルム・フェスティバル正式出品作品